# Развој светског рекорда у скоку мотком на отвореном за жене
Први светски рекорд у скоку мотком на отвореном за жене признат је од ИААФ (International Association of Athletics Federations – Међународна атлетска федерација), 1992. године.
Закључно са 10. августом 2014. ИААФ је ратификовала 55 светскиг рекорда за жене на отвореном. У табели се налазе сви ратификовани светски рекорди. Резултати су исказани у метрима.
| Време | Атлетичарка        | Држава           | Место                           | Датум              | Бр. | Трајање              |
| ----- | ------------------ | ---------------- | ------------------------------- | ------------------ | --- | -------------------- |
| 4,05  | Sun Caiyun         | Кина             | Нанкинг, Кина                   | 21. мај 1992       | 1   | 3 године и 89 дана   |
| 4,08  | Sun Caiyun         | Кина             | Таијуан, Кина                   | 18. мај 1995       | 2   | 3 дана               |
| 4,08  | Гуо Шујинг         | Кина             | Таијуан, Кина                   | 18 мај 1995        | 1   |                      |
| 4,10  | Данијела Бартова   | Чешка            | Љубљана, Словенија              | 21. мај 1995       | 1   | 28 дана              |
| 4,12  | Данијела Бартова   | Чешка            | Дуизбург, Немачка               | 18. јун 1995       | 2   | 6 дана               |
| 4,13  | Данијела Бартова   | Чешка            | Везел, Немачка                  | 24. јун 1995       | 3   | 8 дана               |
| 4,14  | Данијела Бартова   | Чешка            | Гејтсхед, Уједињено Краљевство  | 2. јул 1995        | 4   | 4 дана               |
| 4,15  | Данијела Бартова   | Чешка            | Острава, Чешка Република        | 6. јул 1995        | 5   | 8 дана               |
| 4,16  | Данијела Бартова   | Чешка            | Фелдкирх, Аустрија              | 14. јули 1995      | 6   | 1 дан                |
| 4,17  | Данијела Бартова   | Чешка            | Фелдкирх, Аустрија              | 15. јул 1995       | 7   | 21 дан               |
| 4,18  | Андреа Милер       | Немачка          | Цитау, Немачка                  | 5. август 1995     | 1   | 13 дана              |
| 4,20  | Данијела Бартова   | Чешка            | Келн, Немачка                   | 18. август 1995    | 8   | 4 дана               |
| 4,21  | Данијела Бартова   | Чешка            | Линц, Аустрија                  | 22. август 1995    | 9   | 39 дана              |
| 4,22  | Данијела Бартова   | Чешка            | Шалготарјан, Мађарска           | 11. септембар 1995 | 10  | 80 дана              |
| 4,25  | Ема Џорџ           | Аустралија       | Мелбурн, Аустралија             | 30. новембар 1995  | 1   | 17 дана              |
| 4,28  | Ема Џорџ           | Аустралија       | Перт, Аустралија                | 17. децембар 1995  | 2   | 42 дана              |
| 4,41  | Ема Џорџ           | Аустралија       | Перт, Аустралија                | 28. јануар 1996    | 3   | 153 дана             |
| 4,42  | Ема Џорџ           | Аустралија       | Ремс, Француска                 | 29. јун 1996       | 4   | 15 дана              |
| 4,45  | Ема Џорџ           | Аустралија       | Сапоро, Јапан                   | 14. јул 1996       | 5   | 209 дана             |
| 4,50  | Ема Џорџ           | Аустралија       | Мелбурн, Аустралија             | 8. фебруар 1997    | 6   | 12 дана              |
| 4,55  | Ема Џорџ           | Аустралија       | Мелбурн, Аустралија             | 20. фебруар 1997   | 7   | 1 година и 1 дан     |
| 4,57  | Ема Џорџ           | Аустралија       | Окланд, Нови Зеланд             | 21. фебруар 1998   | 8   | 21 дан               |
| 4,58  | Ема Џорџ           | Аустралија       | Мелбурн, Аустралија             | 14. март 1998      | 9   | 7 дана               |
| 4,59  | Ема Џорџ           | Аустралија       | Бризбејн, Аустралија            | 21. март 1998      | 10  | 336 дана             |
| 4,60  | Ема Џорџ           | Аустралија       | Сиднеј, Аустралија              | 20. фебруар 1999   | 11  | 182 дана             |
| 4,60  | Стејси Драгила     | Сједињене Државе | Севиља, Шпанија                 | 21. август 1999    | 1   | 195 дана             |
| 4,61i | Стејси Драгила     | Сједињене Државе | Покатело, САД                   | 19. фебруар 2000   | 2   | 182 дана             |
| 4,62i | Стејси Драгила     | Сједињене Државе | Атланта, САД                    | 3. март 2000       | 3   | 142 дана             |
| 4,63  | Стејси Драгила     | Сједињене Државе | Сакраменто, САД                 | 23. јул 2000       | 4   | 194 дана             |
| 4,63i | Стејси Драгила     | Сједињене Државе | Њујорк, САД                     | 2. фебруар 2001    | 5   | 9 дана               |
| 4,64i | Светлана Феофанова | Русија           | Дортмунд, Немачка               | 11. фебруар 2001   | 1   | 6 дана               |
| 4,66i | Стејси Драгила     | Сједињене Државе | Покатело, САД                   | 17. фебруар 2001   | 6   | 69 дана              |
| 4,70i | Стејси Драгила     | Сједињене Државе | Покатело, САД                   | 17. фебруар 2001   | 7   |                      |
| 4,70  | Стејси Драгила     | Сједињене Државе | Покатело, САД                   | 27. април 2001     | 8   | 102 дана             |
| 4,71  | Стејси Драгила     | Сједињене Државе | Пало Алто, САД                  | 9. јун 2001        | 9   | 0 дана               |
| 4,81  | Стејси Драгила     | Сједињене Државе | Пало Алто, САД                  | 9. јун 2001        | 10  | 2 године и 34 дана   |
| 4,82  | Јелена Исинбајева  | Русија           | Гејтсхед, Уједињено Краљевство  | 13. јул 2003       | 1   | 217 дана             |
| 4,83i | Јелена Исинбајева  | Русија           | Доњецк, Украјина                | 15. фебруар 2004   | 2   | 7 дана               |
| 4,85  | Светлана Феофанова | Русија           | Атина, Грчка                    | 22. фебруар 2004   | 2   | 13 дана              |
| 4,86i | Јелена Исинбајева  | Русија           | Будимпешта, Мађарска            | 6. март 2004       | 3   | 113 дана             |
| 4,87  | Јелена Исинбајева  | Русија           | Гејтсхед, Уједињено Краљевство  | 27. јун 2004       | 4   | 7 дана               |
| 4,88  | Светлана Феофанова | Русија           | Хераклион, Грчка                | 4. јул 2004        | 3   | 21 дан               |
| 4,89  | Јелена Исинбајева  | Русија           | Бирмингем, Уједињено Краљевство | 25. јул 2004       | 5   | 5 дана               |
| 4,90  | Јелена Исинбајева  | Русија           | Лондон, Уједињено Краљевство    | 30. јул 2004       | 6   | 25 дана              |
| 4,91  | Јелена Исинбајева  | Русија           | Атина, Грчка                    | 24. август 2004    | 7   | 10 дана              |
| 4,92  | Јелена Исинбајева  | Русија           | Брисел, Белгија                 | 3. септембар 2004  | 8   | 305 дана             |
| 4,93  | Јелена Исинбајева  | Русија           | Лозана, Швајцарска              | 5. јул 2005        | 9   | 1 година и 11 дана   |
| 4,95  | Јелена Исинбајева  | Русија           | Мадрид, Шпанија                 | 16. јул 2005       | 10  | 6 дана               |
| 4,96  | Јелена Исинбајева  | Русија           | Лондон, Уједињено Краљевство    | 22. јул 2005       | 11  | 18 дана              |
| 5,00  | Јелена Исинбајева  | Русија           | Лондон, Уједињено Краљевство    | 22. јул 2005       | 12  |                      |
| 5,01  | Јелена Исинбајева  | Русија           | Хелсинки, Финска                | 9. август 2005     | 13  | 2 године и 337 дана  |
| 5,03  | Јелена Исинбајева  | Русија           | Рим, Италија                    | 11. јул 2008       | 14  | 18 дана              |
| 5,04  | Јелена Исинбајева  | Русија           | Фонтвил Монако                  | 29. јул 2008       | 15  | 20 дана              |
| 5,05  | Јелена Исинбајева  | Русија           | Пекинг, Кина                    | 18. август 2008    | 16  | 1 година и 10 дана   |
| 5,06  | Јелена Исинбајева  | Русија           | Цирих, Швајцарска               | 28. август 2009    | 17  | 15 година и 285 дана |